# Warner Bros. Family Entertainment
Warner Bros. Family Entertainment е семейният етикет за филми и развлечения на Warner Bros. Entertainment. Издаде множество театрални (или директни към видео) семейни филми и детски и семейни телевизионни сериали.

## История
Отделът е основан през 1992 г., за да продуцира повече семейни филми. Първият театрален филм, издаден под лейбъла на Family Entertainment, е „Денис Белята“, излязъл през лятото на 1993 г. Филмът се оказа огромен хит в касата, спечелвайки над 50 милиона долара в местните каси, въпреки че получи отрицателни отзиви от критиците. След него излезе „Волният Уили“ (Free Willy), който също излезе през лятото на 1993 г. и също е огромен касов хит, спечелвайки над 75 милиона долара в страната.
Другите издания от 1993 г. включват игралната филмова адаптация на книгата „Тайната градина“ (The Secret Garden), която не се представи толкова добре, колкото предишните два филма, но все пак събра над 30 милиона долара в местния боксофис и „Лешникотрошачката“ на Джордж Баланчин (George Balanchine's The Nutcracker). Последното театрално издание на WBFE през 1993 г. беше „Батман: Маската на Фантома“ (Batman: Mask of the Phantasm) и не постигна успех в касата, като получи само 5 милиона долара в касата в сравнение с бюджета си от 6 милиона долара, поради липса на промоция от Warner Bros.
1994 г. беше най-лошата година за WBFE, където беше дом на множество касови бомби. В началото на 1994 г. Уорнър пусна „Палечка“ (Thumbelina), която беше основна бомба в офиса. Друг филм от 1994 г. е игрална адаптация на книгата „Черният красавец“ (Black Beauty), която е поредната бокс бомба за студиото, грабвайки само близо 5 милиона долара в боксофиса. След него се появи „Един трол в Сентрал Парк“ (A Troll в Central Park), който събра по-малко от 1 милион долара в касата. Последните два филма през 1994 г. бяха „Малките гиганти“ (Little Giants), които се представиха по-добре, но получиха само 20 милиона долара в страната и „Ричи Рич“ (Richie Rich), който беше само малка касова бомба, спечелвайки над 38 милиона долара за своя бюджет от 40 милиона долара.
През 1995 г. издаде игрална адаптация на книгата „Малката принцеса“, която получи само над 10 милиона долара в местното си издание. Други филми през тази година включват международно разпространение на „Камъчето и пингвина“ (MGM притежава правата на САЩ върху филма), който е бомба в бокс, спечелил близо 4 милиона долара, и „Роден да бъдеш див“ (Born to Be Wild), който също събра близо 4 милиона долара. Най-големият успех на компанията обаче през 1995 г. е продължението на „Волният Уили“ (Free Willy), „Волният Уили 2“ (Free Willy 2: The Adventure Home), което, макар и не толкова успешно, колкото първия филм, постигна незначителен успех, като събра над 30 милиона долара.
През 1996 г. се появи най-големият хит на WBFE, „Космически забивки“ (Space Jam), който събра над 90 милиона долара в страната. На следващата година дивизията пусна „Котките не танцуват“ (Cats Don't Dance) на Turner Feature Animation (наследен от Turner Pictures в резултат на сливането на Time Warner с Turner Broadcasting), които бомбардира в боксофиса с над 3 милиона спечелени долара, дължащ се на липсата на промоция. Следващият филм от 1997 г. е продължение на „Принцесата лебед“ (The Swan Princess), „Принцесата лебед и тайната на замъка“ (The Swan Princess: Escape from Castle Mountain), но се представя слабо в касите главно поради ограниченото театрално издание. Финалният филм от 1997 г. е третият филм на „Волният Уили“, „Волният Уили 3: Спасението“ (Free Willy 3: The Rescue), който се представя зле, спечелвайки над 3 милиона долара.
През 1998 г. той пусна „Вълшебният меч“ (Quest for Camelot) на Warner Bros. Animation, което би било бокс бомба, но събра повече от предишните филми, пуснати от компанията, като спечели близо 23 милиона долара в страната. През 1999 г. той донесе още два филма от Warner Bros. Animation, лошо изпълнените „Кралят и аз“ (The King and I), които спечелиха само близо 12 милиона долара, и „Железният гигант“ (The Iron Giant) на Брад Бърд, който също беше бомба с бокс, спечелвайки над 23 милиона долара. („Железният гигант“ обаче ще се превърне в култова класика чрез видео издания и телевизионни излъчвания и сега е приветстван като един от най-добрите анимационни филми за всички времена. Освен това, въпреки че има лога на WBFE в трейлъри и телевизионни спотове, режисьора Брад Бърд избра да не използва логото на WBFE върху филма, за да запази чувство за сериозност и вместо това създаде персонализирано лого на Warner Bros. Feature Animation, единственият филм, използващ споменатата марка.) Единственият филм, пуснат под WBFE през 2000 г., беше „Моето куче Скип“ (My Dog Skip), което се превърна в първия голям успех на компанията за почти четири години от близо 4 милиона долара. Започвайки с „Моето куче Скип“ (My Dog Skip), по-късните театрални филми на WBFE използваха стандартното лого на Warner Bros (вероятно заради лошия рекорд на WBFE), а логото на Family Entertainment се използваше само за чуждестранни филми, телевизионни сериали и директно към видео филми от там нататък.
Още два семейни филма бяха пуснати през 2001 г. чрез WBFE. „Котки и кучета“ (Cats & Dogs) се оказа един от най-големите успехи в историята на компанията, като спечели над 200 милиона долара по света. Следващият филм, „Осмозис Джоунс“ (Osmosis Jones), се надяваше да последва предходните два филма в списъка за успех, но за съжаление се провали, като спечели почти 15 милиона долара. Едва през 2004 г. излиза още един филм от WBFE, „Клифърд: Голямата звезда“ (Clifford's Really Big Movie), който е поредната бомба, главно заради отварянето на под 500 екрана, като печели само над 3 милиона долара.
Warner Bros. продължава да пуска семейни филми по-късно през 2000-те, но логото на дъщерното дружество на Family Entertainment вече не се използва. Последният филм, който официално излезе под знамето на Family Entertainment, беше немският анимационен филм „Звездата на Лаура“ (Laura's Star) през 2004 г.
WBFE също така по-рано разпространяваше раздели за семейни развлечения и компании, свързани с Warner, като например отдела за домашно забавление на KidVision на WarnerVision Entertainment и Kid Rhino Home Video, отдела на Rhino Entertainment до началото на 2000-те, когато Kid Rhino и KidVision бяха прекратени.
WBFE също така служи като етикет за развлекателни програми за деца и семейства, които не са направени от Warner Bros., а се разпространяват от компанията, като „Анимационните приключения на Алф“ (ALF's Animated Adventures) и оригиналният сериал „Гръмотевичните котки“ (ThunderCats), както и телевизионни специални филми и телевизионни филми, включително „Хобит“ на Rankin-Bass, „Властелинът на пръстените“ на Ралф Бакши и „Как Гринч открадна Коледа на доктор Сюс“ (Dr. Seuss' How the Grinch Stole Christmas!) на MGM. Етикетът обхваща и анимации на Hanna-Barbera като „Семейство Флинтстоун“ (The Flintstones), „Семейство Джетсън“ (The Jetsons), „Скуби-Ду“ (Scooby-Doo, Where Are You?), „Шоуто на Мечока Йоги“ (The Yogi Bear Show) и „Смърфовете“ (The Smurfs); анимации на DC Comics като „Супер приятели“ (Super Friends), Justice League of America: The Filmation Animated Adventures; и анимационни филми на Turner Entertainment Co. като „Комедийното шоу на Том и Джери“ (The Tom and Jerry Comedy Show) и „Новите приключения на Гилиган“ (The New Adventures of Gilligan).
Етикетът обхваща и „Бъгс Бъни в 1001 заешки приказки“ (Bugs Bunny’s 3rd Movie: 1001 Rabbit Tales), „Ровър Дейнджърфийлд“ (Rover Dangerfield), „Каламити Джейн“ (Calamity Jane), „Уили Уонка и шоколадовата фабрика“ (Willy Wonka and the Chocolate Factory), „Къдравата Сю“ (Curly Sue), „Лоис и Кларк: Новите приключения на Супермен“ (Lois and Clark: The New Adventures of Superman), „Приказка без край“ (The NeverEnding Story), „Приказка без край 2: Следващата глава“ (The NeverEnding Story II: The Next Chapter), „Дафи Дък: Квактастрофи“ (Daffy Duck's Quackbusters) и „Дяволчетата“ (The Goonies).
Използването на WBFE като начално лого за продукциите на Warner Bros. Animation спря през 2007 г., а от 2008 г. логото на WB Animation се използва в началото и в края на сериалите. Логото на WBFE продължава да се вижда в различните филми и предавания под негово име от 90-те и 2000-те години, както и по-нови разпечатки на гореспоменатите наследствени и библиотечни заглавия.
WBFE продължи да работи в Германия до 2009 г., след като пусна „Звездата на Лора и Мистериозният дракон Ниан“ (Laura's Star and the Mysterious Dragon Nian).

## Театрални филми
| Заглавие                                   | Оригинално заглавие                             | Премиера                                                                            | Копродукция с |
| ------------------------------------------ | ----------------------------------------------- | ----------------------------------------------------------------------------------- | --- |
| Денис Белята                               | Dennis the Menace                               | 25 юни 1993 г.                                                                      | Hughes Entertainment Hank Ketcham Enterprises |
| Волният Уили                               | Free Willy                                      | 16 юли 1993 г.                                                                      | Regency Enterprises Le Studio Canal+ Alcor Films Donner/Shuler-Donner |
| Тайната градина                            | The Secret Garden                               | 13 август 1993 г. (САЩ) 20 януари 1994 г. (Великобритания)                          | American Zoetrope |
| Лешникотрошачката                          | The Nutcracker                                  | 24 ноември 1993 г.                                                                  | Regency Enterprises Elektra Entertainment |
| Батман: Маската на Фантома                 | Batman: Mask of the Phantasm                    | 25 декември 1993 г.                                                                 | Warner Bros. Animation DC Entertainment |
| Палечка                                    | Thumbelina                                      | 30 март 1994 г.                                                                     | Don Bluth Entertainment (Sullivan Bluth Studios) |
| Черният красавец                           | Black Beauty                                    | 29 юли 1994 г.                                                                      | |
| Един трол в Сентрал Парк                   | A Troll in Central Park                         | 7 октомври 1994 г.                                                                  | Don Bluth Entertainment (Sullivan Bluth Studios) |
| Малките гиганти                            | Little Giants                                   | 14 октомври 1994 г.                                                                 | Amblin Entertainment |
| Господарят на страниците                   | The Pagemaster                                  | 23 ноември 1994 г.                                                                  | единствено разпространение извън САЩ 20th Century Fox (САЩ) Turner Pictures (международно) |
| Приказка без край III                      | The NeverEnding Story III: Escape from Fantasia | 27 октомври 1994 г. (Германия)                                                      | разпространение в Германия Miramax Films (САЩ) CineVox Filmproduktion |
| Ричи Рич                                   | Richie Rich                                     | 21 декември 1994 г.                                                                 | Silver Pictures Davis Entertainment The Harvey Entertainment Company |
| Повикът на дивото                          | Born to Be Wild                                 | 31 март 1995 г.                                                                     | Fuji Entertainment Outlaw Productions |
| Малка принцеса                             | A Little Princess                               | 10 май 1995 г.                                                                      | Baltimore Pictures |
| Волният Уили 2                             | Free Willy 2: The Adventure Home                | 19 юли 1995 г.                                                                      | Regency Enterprises Le Studio Canal+ Alcor Films Donner/Shuler-Donner |
| Невероятно приключение с панда             | The Amazing Panda Adventure                     | 25 август 1995 г.                                                                   | |
| Камъчето и пингвина                        | The Pebble and the Penguin                      | 12 април 1995 г.                                                                    | единствено разпространение извън САЩ Don Bluth Entertainment (Sullivan Bluth Studios) MGM/UA Distribution Co. (САЩ) |
| Нужни са двама                             | It Takes Two                                    | 17 ноември 1995 г.                                                                  | Rysher Entertainment Dualstar Productions Orr & Cruickshank Productions |
| Гъмби: Филмът                              | Gumby: The Movie                                | 4 октомври 1995 г.                                                                  | Разпространение в Германия Arrow Releasing Inc. Clokey Films Premavision Productions |
| Космически забивки                         | Space Jam                                       | 15 ноември 1996 г.                                                                  | Warner Bros. Feature Animation Nothern Lights Entertainment |
| Шайло                                      | Shiloh                                          | 8 ноември 1996 г. (Heartland Film Festival) 25 април 1997 г. (САЩ)                  | Legacy Releasing (разпространение) Zeta Entertainment Utopia Pictures Good Dog Productions Carl Borack Productions |
| Котките не танцуват                        | Cats Don't Dance                                | 26 март 1997 г.                                                                     | Turner Feature Animation Warner Bros. Animation |
| Приказка за плъха                          | A Rat's Tale                                    | 27 март 1997 г. (Германия)                                                          | Augsburger Puppenkiste Monty Film GmbH |
| Безстрашната четворка                      | The Fearless Four                               | 2 октомври 1997 г. (Германия)                                                       | Munich Animation Stardust Pictures London Bioskop Film |
| Въздушният Бъд                             | Air Bud                                         | 1 август 1997 г.                                                                    | Разпространение във Великобритания Buena Vista Pictures Distribution (САЩ) Malofilm (Канада) Walt Disney Pictures Keystone Pictures Buddy Films, Inc.                                                                               |
| Дивата Америка                             | Wild America                                    | 2 юли 1997 г.                                                                       | Morgan Creek Entertainment |
| Принцесата лебед и тайната на замъка       | The Swan Princess: Escape from Castle Mountain  | 18 юли 1997 г.                                                                      | Legacy Releasing (Северна Америка) Columbia TriStar Film Distributors International (международно) Nest Entertainment Rich Animation Studios                                                                                        |
| Волният Уили 3: Спасението                 | Free Willy 3: The Rescue                        | 8 август 1997 г.                                                                    | Regency Enterprises |
| Вълшебният меч                             | Quest for Camelot                               | 15 май 1998 г.                                                                      | Warner Bros. Feature Animation |
| Кралят и аз                                | The King and I                                  | 19 март 1999 г.                                                                     | Morgan Creek Entertainment |
| Железният гигант                           | The Iron Giant                                  | 6 август 1999 г.                                                                    | Warner Bros. Feature Animation |
| Покемон: Първият филм                      | Pokémon: The First Movie                        | 18 юли 1998 г. (Япония) 10 ноември 1999 г. (САЩ)                                    | Разпространение в САЩ и по света Toho (Япония) Nintendo OLM, Inc. 4Kids Entertainment |
| Тобиас Тоц и неговият лъв                  | Tobias Totz and his Lion                        | 1999 г.                                                                             | Munich Animation Stardust Pictures London Bioskop Film |
| Моето куче Скип                            | My Dog Skip                                     | 14 януари 2000 г. 3 март 2000 г.                                                    | Alcon Entertainment MDS Productions LLC |
| Покемон: Филмът 2000                       | Pokémon: The Movie 2000                         | 17 юли 1999 г. (Япония) 21 януари 2000 г. (САЩ)                                     | Разпространение в САЩ и по света Toho (Япония) Nintendo OLM, Inc. 4Kids Entertainment |
| Плашилото                                  | The Scarecrow                                   | 22 август 2000 г.                                                                   | Nest Family Entertainment Rich Animation Studios |
| Покемон 3: Филмът                          | Pokémon: The Movie 2000                         | 8 юли 2000 г. (Япония) 6 април 2001 г. (САЩ)                                        | Разпространение в САЩ и по света Toho (Япония) Nintendo OLM, Inc. 4Kids Entertainment |
| Агент в оставка                            | See Spot Run                                    | 25 февруари 2001 г.                                                                 | Village Roadshow Pictures NPV Entertainment |
| Котки и кучета                             | Cats and Dogs                                   | 4 август 2001 г.                                                                    | Village Roadshow Pictures NPV Entertainment |
| Помощ, аз съм риба                         | Help! I'm a Fish                                | 6 октомври 2000 г. (Дания) 12 април 2001 г. (Германия) 24 август 2001 г. (Ирландия) | Разпространение на филма в САЩ; чрез NTSC HanWay Films (Великобритания) Nordisk Films (Дания) Kinowelt (Германия) 01 Distribution (Италия) A-Film APS TV2 Denmark Munich Animation Terraglyph Interactive Studios EIV Entertainment |
| Осмозис Джоунс                             | Osmosis Jones                                   | 10 август 2001 г.                                                                   | Warner Bros. Feature Animation Conundrum Entertainment |
| Малката полярна мечка                      | Little Polar Bear                               | 2001 г.                                                                             | Rothkirch Cartoon Film |
| Реактивните момичета: Филмът               | The Powerpuff Girls Movie                       | 3 юли 2002 г.                                                                       | Cartoon Network Studios |
| Клифърд: Голямата звезда                   | Clifford's Really Big Movie                     | 20 февруари 2004 г.                                                                 | Scholastic Entertainment Big Red Dog Productions |
| Ю-Ги-О!: Филмът – Пирамидата на светлината | Yu-Gi-Oh! The Movie: Pyramid of Light           | 13 август 2004 г. (САЩ) 3 ноември 2004 г. (Япония)                                  | Studio Gallop 4Kids Entertainment |
| Звездата на Лаура                          | Laura's Star                                    | 26 септември 2004 г.                                                                | Rothkirch Cartoon Film Warner Bros. Film Productions Germany MABO Pictures Filmproduktion Comet Film |

## Директни към видео филми
| Заглавие                                                 | Оригинално заглавие                           | Премиера             | Копродукция с                                                            |
| -------------------------------------------------------- | --------------------------------------------- | -------------------- | ------------------------------------------------------------------------ |
| Приключенията на дребосъците: Как прекарах ваканцията си | Tiny Toon Adventures: How I Spent My Vacation | 11 април 1992 г.     | Amblin Entertainment                                                     |
| Батман и Мистър Фрийз: Под нулата                        | Batman & Mr. Freeze: SubZero                  | 17 март 1998 г.      | DC Entertainment                                                         |
| Скуби-Ду: Зомби остров                                   | Scooby-Doo on Zombie Island                   | 22 септември 1998 г. | Hanna-Barbera                                                            |
| Скуби-Ду и Духът на вещицата                             | Scooby-Doo! and the Witch's Ghost             | 5 октомври 1999 г.   | Hanna-Barbera                                                            |
| Желанието на Уако                                        | Wakko's Wish                                  | 21 декември 1999 г.  | Amblin Entertainment                                                     |
| Плашилото                                                | The Scarecrow                                 | 26 август 2000 г.    | Nest Family Entertainment Rich Animation Studios                         |
| Летящото приключение на Туити                            | Tweety's High-Flying Adventure                | 12 септември 2000 г. |                                                                          |
| Скуби-Ду и извънземното нашествие                        | Scooby-Doo and the Alien Invaders             | 3 октомври 2000 г.   | Hanna-Barbera                                                            |
| Батман от бъдещето: Завръщането на Жокера                | Batman Beyond: Return of the Joker            | 12 декември 2000 г.  | DC Entertainment                                                         |
| Скуби-Ду: Гонитба в компютъра                            | Scooby-Doo and the Cyber Chase                | 9 октомври 2001 г.   | Hanna-Barbera                                                            |
| Том и Джери: Вълшебният пръстен                          | Tom and Jerry: The Magic Ring                 | 12 март 2002 г.      | Turner Entertainment                                                     |
| Малките шантави рисунки: Великденски приключения         | Baby Looney Tunes' Eggs-traordinary Adventure | 11 февруари 2003 г.  |                                                                          |
| Скуби-Ду и Легендата за вампира                          | Scooby-Doo! and the Legend of the Vampire     | 4 март 2003 г.       |                                                                          |
| Скуби-Ду и Чудовището от Мексико                         | Scooby-Doo! and the Monster of Mexico         | 30 септември 2003 г. |                                                                          |
| Батман: Мистерията Батуоман                              | Batman: Mystery of the Batwoman               | 21 октомври 2003 г.  | DC Entertainment                                                         |
| Скуби-Ду и Чудовището от Лох Нес                         | Scooby-Doo! and the Loch Ness Monster         | 22 юни 2004 г.       |                                                                          |
| Муча Луча: Завръщането на Ел Малефико                    | ¡Mucha Lucha!: The Return of El Maléfico      | 5 октомври 2004 г.   |                                                                          |
| Кенгуруто Джак: Привет, Америка!                         | Kangaroo Jack: G'Day U.S.A.!                  | 16 ноември 2004 г.   | Castle Rock Entertainment                                                |
| Том и Джери: Мисия до Марс                               | Tom and Jerry: Blast Off to Mars              | 18 януари 2005 г.    | Turner Entertainment                                                     |
| Алоха, Скуби-Ду!                                         | Aloha, Scooby-Doo!                            | 8 февруари 2005 г.   |                                                                          |
| Том и Джери: Бързи и космати                             | Tom and Jerry: The Fast and the Furry         | 11 октомври 2005 г.  | Turner Entertainment пуснат театрално в избрани градове от Kidtoon Films |
| Батман срещу Дракула                                     | The Batman vs. Dracula                        | 18 октомври 2005 г.  | DC Entertainment                                                         |
| Скуби-Ду в Къде ми е мумията?                            | Scooby-Doo! in Where's My Mummy?              | 13 декември 2005 г.  | пуснат театрално в избрани градове от Kidtoon Films                      |
| Скуби-Ду: Пирати на борда                                | Scooby-Doo! Pirates Ahoy!                     | 24 февруари 2006 г.  |                                                                          |
| Супермен: Мозъчни атаки                                  | Superman: Brainiac Attacks                    | 20 юни 2006 г.       | DC Entertainment                                                         |
| Том и Джери: Морски приключения                          | Tom and Jerry: Shiver Me Whiskers             | 22 август 2006 г.    | Turner Entertainment                                                     |
| Малките титани: Проблем в Токио                          | Teen Titans: Trouble in Tokyo                 | 15 септември 2006 г. | DC Entertainment, телевизионен филм                                      |
| Шантава Коледа                                           | Bah, Humduck! A Looney Tunes Christmas        | 14 ноември 2006 г.   |                                                                          |
| Скуби-Ду: Големият студ                                  | Chill Out, Scooby-Doo!                        | 4 септември 2007 г.  |                                                                          |
| Том и Джери: Лешникотрошачката                           | Tom and Jerry: A Nutcracker Tale              | 2 октомври 2007 г.   | Turner Entertainment                                                     |

## Телевизионни сериали
- „Приключенията на дребосъците“ (Tiny Toon Adventures) (1990 – 1995, с Amblin Entertainment)
- „Тазмания“ (Taz-Mania) (1991 – 1995)
- „Батман: Анимационният сериал“ (Batman: The Animated Series) (1992 – 1995, с DC Comics)
- „Шоуто на Плъки Дък“ (The Plucky Duck Show) (1992, с Amblin Entertainment)
- „Аниманиаци“ (Animaniacs) (1993 – 1998, с Amblin Entertainment)
- „Волният Уили“ (Free Willy) (1994, с Nelvana and Regency)
- Freakazoid! (1995 – 1997, с Amblin Entertainment)
- „Пинки и Брейн“ (Pinky and the Brain) (1995 – 1998, с Amblin Entertainment)
- „Загадките на Силвестър и Туити“ (The Sylvester & Tweety Mysteries) (1995 – 2002)
- Road Rovers (1996 – 1997)
- „Супермен: Анимационният сериал“ (Superman: The Animated Series) (1996 – 2000, с DC Comics)
- Waynehead (1996 – 1997, with Nelvana)
- „Легенда за Каламити Джейн“ (The Legend of Calamity Jane) (1997 – 1998)
- „Новите приключения на Батман“ (The New Batman Adventures) (1997 – 1999, с DC Comics)
- „Новите приключения на Батман и Супермен“ (The New Batman/Superman Adventures) (1997 – 2000, с DC Comics)
- „Истерия!“ (Histeria!) (1998 – 2000)
- „Пинки, Елмира и Брейн“ (Pinky, Elmyra & the Brain) (1998 – 1999, с Amblin Entertainment)
- „Батман от бъдещето“ (Batman Beyond) (1999 – 2001)
- „Наказание“ (Detention) (1999 – 2000)
- „Статичен шок“ (Static Shock) (2000 – 2004, с DC Comics)
- „Лигата на справедливостта“ (Justice League) (2001 – 2004, с DC Comics)
- „Проект Зета“ (The Zeta Project) (2001 – 2002, с DC Comics)
- „Малките шантави рисунки“ (Baby Looney Tunes) (2002 – 2005)
- „Звездата на Лаура“ (Laura's Star) (2002 – 2008)
- „Муча Луча“ (¡Mucha Lucha!) (2002 – 2005)
- „Ози и Дрикс“ (Ozzy & Drix) (2002 – 2004)
- „Какво ново, Скуби-Ду?“ (What's New, Scooby-Doo?) (2002 – 2006)
- „Дък Доджърс“ (Duck Dodgers) (2003 – 2005)
- „Малките титани“ (Teen Titans) (2003 – 2006, с DC Comics)
- „Шаолински двубои“ (Xiaolin Showdown) (2003 – 2006)
- „Батман“ (The Batman) (2004 – 2008, с DC Comics)
- „Лигата на справедливостта без граници“ (Justice League Unlimited) (2004 – 2006, с DC Comics)
- Coconut Fred's Fruit Salad Island (2005 – 2006)
- „Джони Тест“ (Johnny Test) (2005 – 2014; единствено първи сезон)
- „Приказки от пожарната“ (Firehouse Tales) (2005 – 2006)
- „Суперкучето Крипто“ (Krypto the Superdog) (2005 – 2006, с DC Comics)
- „Луди за връзване“ (Loonatics Unleashed) (2005 – 2007)
- „Легионът на супергероите“ (Legion of Super Heroes) (2006 – 2008, с DC Comics)
- „Шаги и Скуби-Ду детективи“ (Shaggy & Scooby-Doo Get a Clue!) (2006 – 2008)
- „Приказки за Том и Джери“ (Tom and Jerry Tales) (2006 – 2008, с Turner Entertainment Co.)